# Письмирь
Письмирь  (Залив) — река в России, протекает по Мелекесскому району Ульяновской области. Устье реки находится в 33 км по правому берегу реки Большой Черемшан. Длина реки составляет 23 км. Площадь водосборного бассейна — 76,4 км². 

## Данные водного реестра
По данным государственного водного реестра России относится к Нижневолжскому бассейновому округу, водохозяйственный участок реки — Большой Черемшан от истока и до устья. Речной бассейн реки — Волга от верхнего Куйбышевского водохранилища до впадения в Каспий.
Код объекта в государственном водном реестре — 11010000412112100005299.